# Freedom suits
Le Freedom suits erano cause, nelle Tredici colonie e negli Stati Uniti d'America, intentate da schiavi contro degli schiavisti per rivendicare la libertà, spesso sulla base di discendenza da un antenato materno libero, o residente in uno Stato o territorio libero.
Il diritto di petizione per la libertà discendeva dall'inglese Common law e consentiva alle persone di contestare la loro riduzione in schiavitù. I firmatari mettevano in discussione la schiavitù sia direttamente che indirettamente, anche se gli schiavisti consideravano generalmente tali petizioni come un mezzo per confermare anziché minare la schiavitù. Fin dalle colonie del Nord America, le assemblee legislative emanarono leggi sulla schiavitù che avevano creato una base giuridica per la "sudditanza"; queste vennero adottate o aggiornate dai parlamenti statali e dei territori che ne presero il posto quando gli Stati Uniti ottennero l'indipendenza. Questi codici consentivano tra l'altro agli schiavi di citare in giudizio i loro padroni per rivendicare la libertà basata sull'illecita schiavitù.
Mentre alcuni casi vennero discussi durante il periodo coloniale, la maggior parte delle petizioni per la libertà vennero sollevate nel periodo precedente la guerra di secessione nelle zone di frontiera o nel sud degli Stati Uniti. Dopo la rivoluzione americana, la maggior parte degli Stati del nord abolì la schiavitù e gli schiavi vennero considerati "liberi". Il Congresso degli Stati Uniti vietò la schiavitù in alcuni territori di nuova costituzione, e alcuni nuovi Stati vennero ammessi nell'Unione come Stati liberi. L'incremento dei viaggi e la migrazione tra Stati di proprietari di schiavi portò a situazioni che fecero aumentare il numero di schiavi che citavano in giudizio i loro padroni per ottenere la libertà. Molti Stati liberi avevano limiti di tempo di residenza per i padroni che avevano portato schiavi nel loro territorio; dopo tali limiti, lo schiavo sarebbe stato considerato libero. Alcuni schiavi citarono in giudizio i loro padroni per illegale riduzione in schiavitù, dopo essere stati tenuti in uno Stato libero.
Altri motivi del contendere erano che la persona era nata libera e tenuta illegalmente in stato di schiavitù, o che la persona era stata illegalmente tenuta in schiavitù nonostante fosse nata da una donna nata libera in linea materna. Il principio del partus sequitur ventrem, introdotto nella legge della Virginia da un decreto della House of Burgesses (assemblea dei rappresentanti) del 1662, stabiliva che i bambini ottenevano lo status della madre. Esso fu adottato da altre colonie inglesi e dagli Stati degli Stati Uniti.
A Saint Louis nel Missouri, secondo le fonti, si verificarono quasi trecento casi di petizioni depositate tra il 1807 e il 1860, e a Washington quasi cinquecento casi vennero depositati nello stesso periodo. Una gran parte dei casi, circa un terzo, non andò mai a processo o finì con un accordo stragiudiziale. Nei primi anni del XIX secolo, a Saint Louis e Washington, si poteva stimare che circa la metà degli avvocati presso il tribunale aveva agito come consulente per le petizioni di schiavi. In Missouri, i tribunali assegnavano un avvocato al richiedente se decideva di far procedere la causa; alcuni dei migliori avvocati di Saint Louis difesero schiavi. Dopo il 1830 il numero di casi di petizione andarono gradualmente diminuendo. Ma tra il 1800 e il 1830 la maggior parte dei tribunali di queste città trattarono almeno una petizione.
Prima della fine del XVIII secolo, alcuni Stati del sud cominciarono a rendere più difficile la petizione per la libertà. Il Maryland, ad esempio, nel 1796 richiese che fossero i tribunali di contea il foro competente, piuttosto che il tribunale di zona, ovvero la corte d'appello. I tribunali di contea chiaramente sarebbero stati più favorevoli agli interessi e ai punti di vista dei proprietari di piantagioni locali contro i quali queste petizioni erano depositate. Il legislatore vietava anche ai simpatizzanti anti-schiavisti di sedere nelle giurie per questo tipo di cause. La Virginia approvò una legge simile, sulla composizione delle giurie, nel 1798.
Tuttavia, per qualche decennio, i tribunali di Stati schiavisti come la Louisiana, il Mississippi e il Missouri spesso rispettarono il precedente di "una volta libero, sempre libero" stabilito dagli Stati liberi. Fino ai primi anni 1850 i tribunali di questi Stati emisero sentenze che riconoscevano la libertà agli schiavi che l'avevano ottenuta in Stati liberi, anche se riportati in Stati schiavisti. Fino a quando la guerra di secessione pose fine alla schiavitù, migliaia di cause per la libertà furono discusse nei tribunali statali in tutto il paese, con alcuni schiavi che adirono la Corte suprema.